# 汉莎城际航空
汉莎城际航空（德語：Lufthansa CityLine）是一家总部位于德国科隆的支线航空公司，它由汉莎航空全资持有，是汉莎区域航空网络的成员，并且是欧洲规模最大的支线航空公司。  其枢纽机场为法兰克福国际机场和慕尼黑国际机场。

## 历史

### 创立初期－1970年代
1958年，德国飞行员扬·雅各布·扬森和马丁·德克共同在埃姆登成立了海滨航空企业德克-扬森东弗里西亚航空的士无限公司（德語：Ostfriesische Lufttaxi – Dekker und Janssen OHG）。1970年，该公司改名为东弗里西亚航空的士有限公司（德語：Ostfriesische Lufttaxi GmbH，简称OLT）。其股东变成了总部设于法兰克福的工业和交通运输股份公司（德語：Aktiengesellschaft für Industrie- und Verkehrswesen，简称AGIV）以及菲舍尔和范多姆船运公司（德語：Reederei Fisser & van Doornum）。1973年AGIV接管了菲舍尔和范多姆船运公司，成为OLT的单一大股东。最初OLT运营一架属于自己的20座双水獭型飞机。
1974年10月1日，OLT经过重组后又改名为德国航空运输有限公司（德語：Deutsche Luftverkehrsgesellschaft mbH，简称DLT），开始运营支线航班。
1977年，德国航空首次使用了30座的肖特330型飞机，并在1978年启飞其第一个国际航班：不来梅至哥本哈根和汉诺威至阿姆斯特丹，而这两条航线均来自汉莎航空的委托经营。同年德国航空同意将其26%的股权售予汉莎航空，成交金额高达600万德国马克。至1979年，德国航空与汉莎航空合作经营的德国国内航线网络开始不断扩大。

### 1980年代
1980年德国航空的两个股东将该公司的企业资本提高至16亿德国马克。1981年，6架44座的Avro 748型飞机首次开始投入德国航空的航线网络。1984年大多数德国航空的航班开始使用汉莎航空的航班号，并退役了最后6架最初使用的肖克330型飞机。
该公司的企业资本在1985年提升至40亿德国马克，其中德国航空持有60%，汉莎航空占40%。1986年首架24座的EMB-120加入德国航空机队。1987年，德国航空又成为欧洲第一家使用福克F50型飞机的航空公司。同年德国航空还在阿尔蔡成立了一家负责航空发动机维修服务的子公司A.E.R.O. Services GmbH。
1988年，德国航空的所有航班都已以汉莎航空的名义运营，并全部使用汉莎航空航班号。1989年，汉莎航空支付5000万德国马克将其在德国航空的持股比例增至52%，成为德国航空的第一大股东。

### 1990年代
1990年，德国航空在与汉莎航空合作协议的基础上仍然作为自负盈亏和规划发展的独立企业，并成为全球首家订购50座CRJ型支线客机的航空公司。年旅客发送能力也首次超过了100万人次。
1991年，德国航空正式更名为汉莎城际航空，并在科隆启用了自己的CRJ飞机维修工厂。同年城际航空模拟器培训公司也作为子公司在柏林成立。1992年3月，汉莎城际航空正式启用汉莎航空的企业标识，其航线网络也进一步扩大，每天提供约200个航班飞往欧洲15个国家的50个商业中心。同年10月19日，漢莎城際航空首架CRJ-100客機投入服務，漢莎城際航空是該機型的啟始客戶。
汉莎城际航空在1993年成为汉莎航空的全资控股子公司，策划和营销工作交由母公司负责。年末公司机队的CRJ型飞机数量达到13架。作为汉莎航空品牌的一部分，汉莎城际航空在1994年开始在起飞机机身上喷涂相关字样和标识。 3架全新的支线客机型号Avro RJ85在10月正式交付。CRJ飞机的数量也增加了2架，达到15架。
1995年，汉莎航空监事会决定，将汉莎城际航空的全部福克F50型在1997年转卖给斯图加特的康塔克特航空，因此，汉莎城际航空将完全经营由涡扇发动机为动力的飞机。
1996年，汉莎城际航空在柏林的模拟器中心新增了Avro RJ85和CRJ的模拟器。该模拟器中心亦可供其它航空公司的飞行员进行培训。
1998年10月28日，在汉莎城际航空成立40周年之际，公司购入了其第50架喷气式飞机。在同一年，汉莎城际航空的新办公大楼在科隆/波恩机场落成，使其所有部门都集中于此。

### 2000年代
2000年3月，汉莎城际航空接收了其首架新型的CRJ200型支线客机；至11月4日，机队的CRJ飞机数量达到40架；2001年7月，又有70座的CRJ900型飞机首次投入汉莎城际航空的航班服务。
2003年，汉莎航空开始推广区域品牌，过去在机身显眼处印有汉莎航空标识的汉莎城际航空飞机也将作出相应调整，全新印上“汉莎区域航空”字样。
2009年6月17日，汉莎城际航空庆祝它们成立50周年。在该年秋季，公司开始购入首架巴西航空工业公司飞机，并逐步开始以此取代一些机龄较长、载客能力较低的飞机。截至2007年7月，汉莎城际航空共有2520名雇员。

## 航点
截至2010年2月，汉莎城际航空共设有定期航班飞往德国国内的15个目的地和欧洲的60个目的地。
德国国内航点包括：柏林、不来梅、科隆/波恩、德累斯顿、杜塞尔多夫、法兰克福、腓特烈港、汉堡、汉诺威、莱比锡/哈雷、慕尼黑、明斯特/奥斯纳布吕克、纽伦堡、帕德博恩/利普施塔特和斯图加特。
欧洲国际航点包括：阿姆斯特丹、巴塞罗那、巴里、巴塞尔/米卢斯、巴斯蒂亚、贝尔格莱德、卑尔根、毕尔巴鄂、伯明翰、波尔多、布鲁塞尔、布达佩斯、卡利亚里、克卢日-纳波卡、哥本哈根、顿涅茨克、佛罗伦萨、格但斯克、日内瓦、哥德堡、赫尔辛基、因弗内斯、卡托维兹、基辅、克拉科夫、林茨、伦敦、里昂、马德里、曼彻斯特、马赛、米兰、那不勒斯、纽基、纽卡斯尔、尼斯、奥尔比亚、奥斯陆、巴黎、波兹南、布拉格、罗马、罗斯托夫、热舒夫、萨拉热窝、锡比乌、索菲亚、斯塔万格、斯德哥尔摩、蒂米什瓦拉、地拉那、图卢兹、巴伦西亚、维罗纳、维也纳、维尔纽斯、华沙、弗罗茨瓦夫、萨格勒布和苏黎世。

## 机队

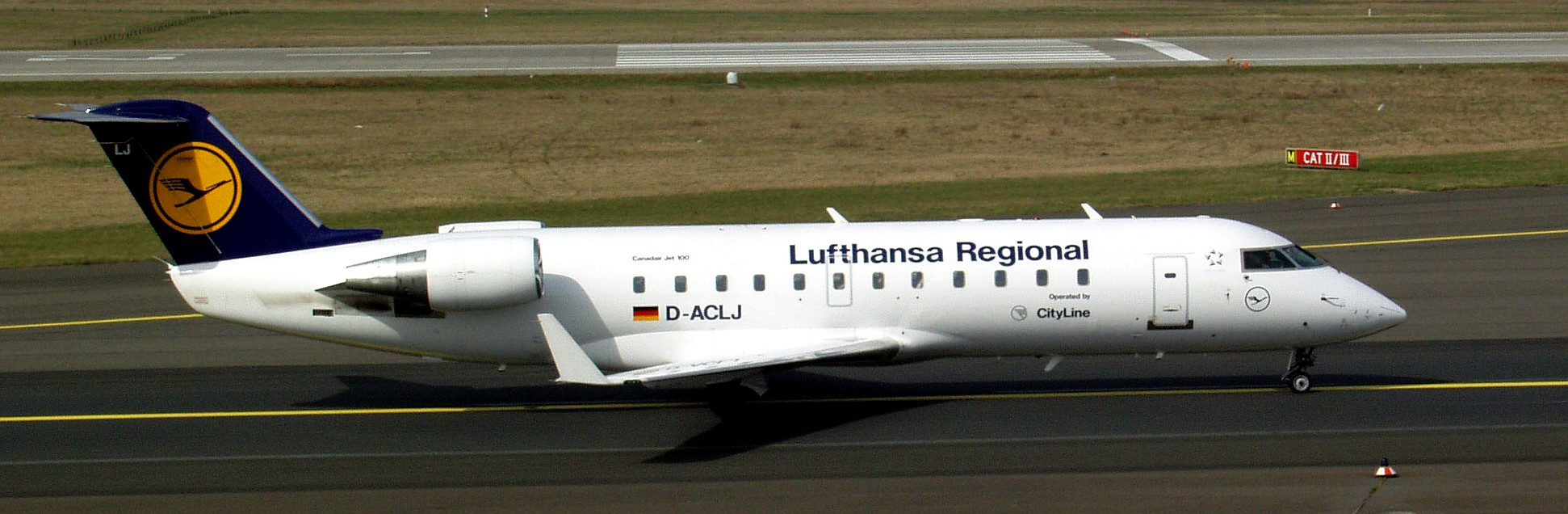
庞巴迪CRJ100

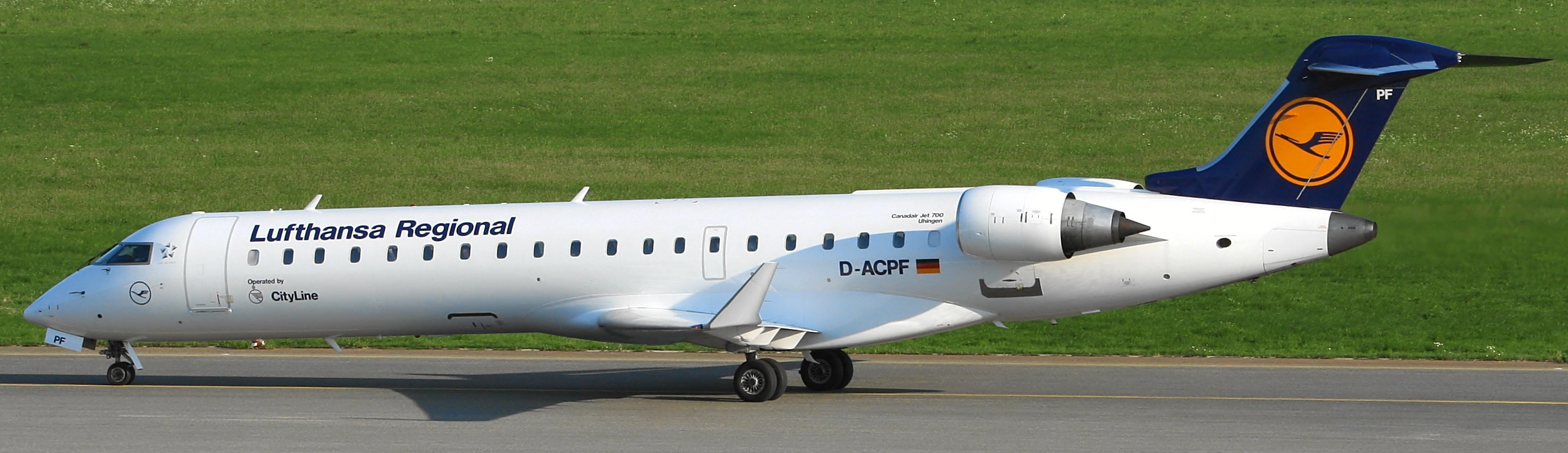
庞巴迪CRJ700

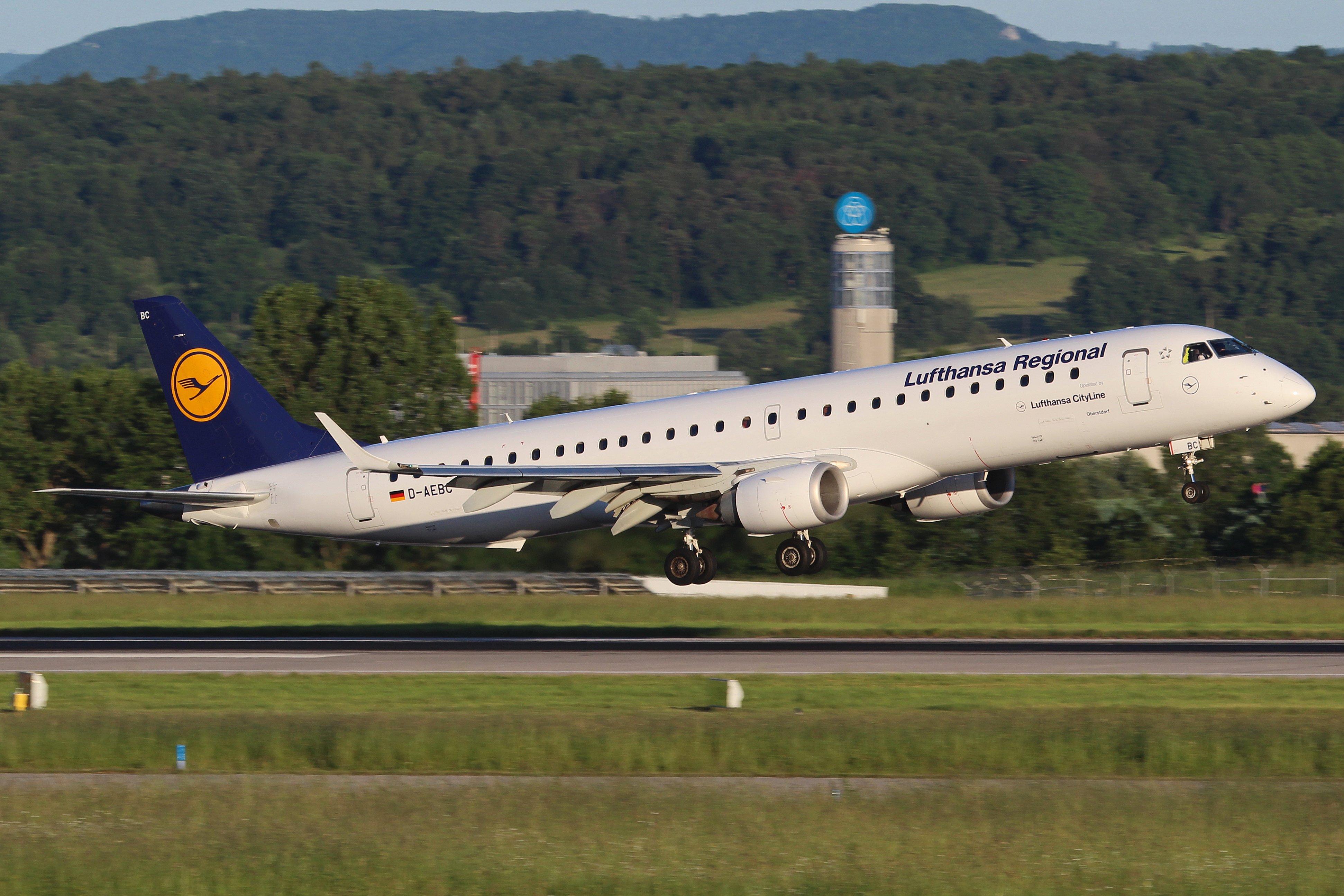
Embraer 195

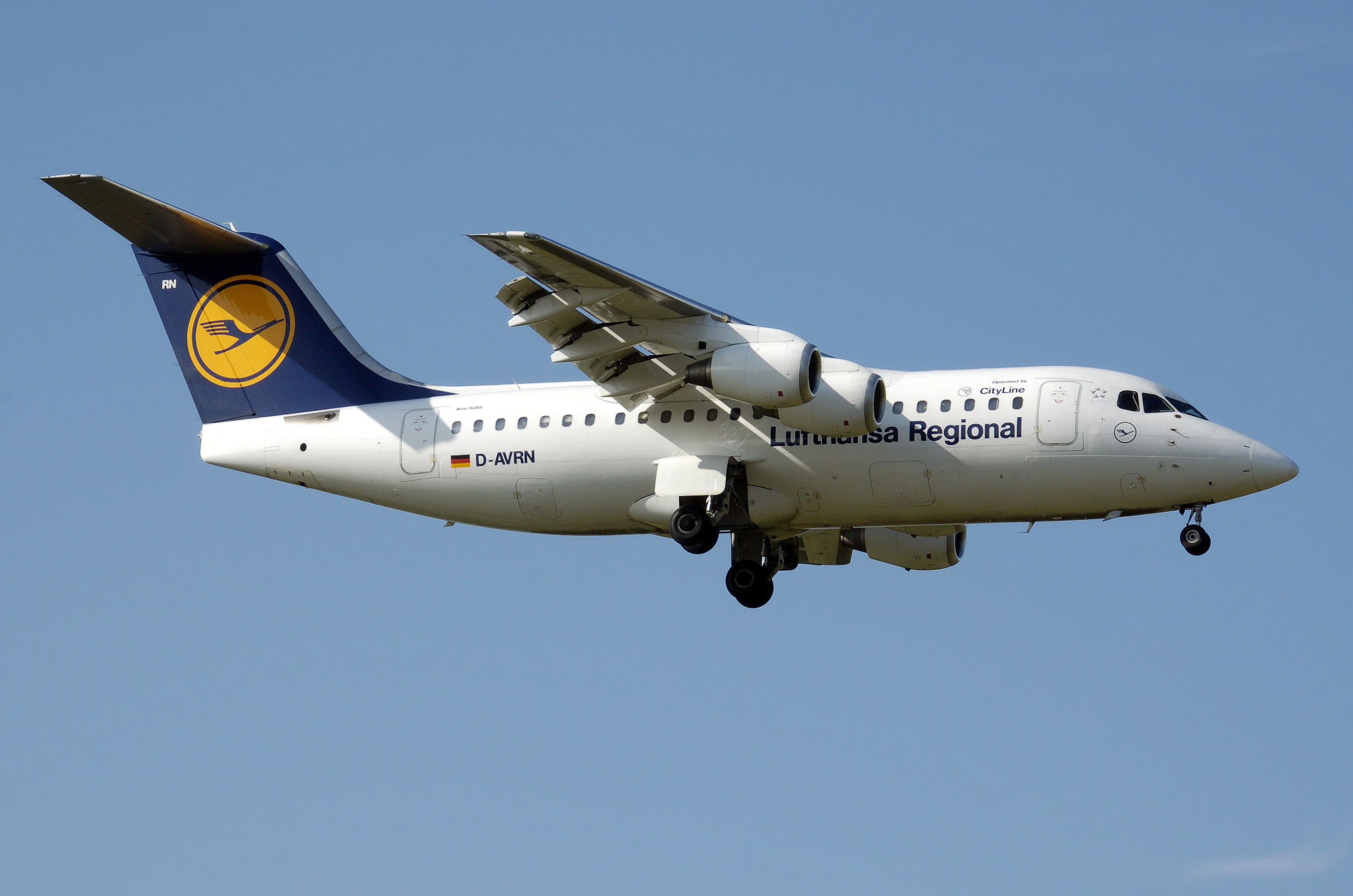
Avro RJ85

截至2017年11月，汉莎城际航空机队共拥有以下飞机：
截至2012年5月，汉莎城际航空机队的平均机龄为7.7年。
已有13架英国RJ85完成与飞机租赁公司的续约，这意味着它们在未来10年将继续在汉莎城际航空服役。
汉莎航空订购了30架E190和15架庞巴迪CRJ900，用于取代原有的BAe 146和Avro RJ85。其中18架将交付汉莎城际航空，24架交付瑞士欧洲航空。
2008年11月22日，汉莎城际航空宣布将从2009年开始削减60%的庞巴迪CRJ200机型。其理由是这类机型过于老化，运营成本太高，难以提升公司的现代竞争力。